# Ligyrus rosettae
Ligyrus rosettae är en skalbaggsart som beskrevs av S. Endrödi 1968. Ligyrus rosettae ingår i släktet Ligyrus och familjen Dynastidae. Inga underarter finns listade i Catalogue of Life.